# Francisco de Saucedo
Francisco de Saucedo (* um 1485 in Medina de Rioseco; † 30. Juni 1520 in Tenochtitlan) war ein spanischer Konquistador, Kommandant eines der Schiffe im Gefolge von Hernán Cortés und Mitstreiter bei der Eroberung des Aztekenreichs.

## Leben
Francisco de Saucedo war nachgeborener Sohn einer wohlhabenden Kaufmannsfamilie aus Medina de Rioseco; bereits in jungen Jahren hatte er für die mächtige Familie Enríquez gearbeitet.
Um 1510/15 schiffte er sich nach Fernandina, dem heutigen Kuba, ein, wo er Hernán Cortés kennenlernte. Als Cortés 1519 zu der Expedition aufbrach, die schließlich in die Eroberung Mexikos mündete, war Francisco de Saucedo Kapitän eines der elf Schiffe. Er brach am 10. Februar 1519 auf.
Als die Spanier in der Nacht vom 30. Juni auf den 1. Juli 1520 (Noche Triste) aus der Aztekenhauptstadt Tenochtitlan fliehen mussten, kam Francisco de Saucedo ums Leben.